# ブロードキャストフラグ
ブロードキャストフラグ（ブロードキャストフラッグ、broadcast flag）はデジタルテレビ番組のデータストリームにおいて送られる一連のステータスビット（フラグ）である。

## 概要
この情報は、録画することが可能かどうか、録画されたデータに何らかの制限があるかどうかを示す。制限することができるものには、ハードディスクやその他の不揮発性の記憶装置にデジタル番組を保存できなくする、録画データを（分けたり保存したりするために）二次コピーすることができなくする、強制的に録画時に画質、音質を落とす（高精細度テレビジョン放送を普通のテレビにするなど）、コマーシャルのスキップをできなくするなどである。
アメリカ合衆国においてはATSC規格を使った新しいテレビに2005年7月1日からこれを装着することが計画されていたが、連邦裁判所は5月6日、そのための連邦通信委員会の規則を無効とした。ブロードキャストフラグの定まった目的は著作権侵害の防止であるが、多くの人が、視聴者のフェアユースの権利を侵すと強く主張した。
ブロードキャストフラグはCGMS-A信号として実装される。